# ابوا/اودوال
ابوا/اودوال (به لاتین: Abua/Odual) یک سکونتگاه مسکونی در نیجریه است که در ایالت ریورز واقع شده‌است.